# Bana Bana
Chansons représentant la Turquie au Concours Eurovision de la chanson
Sufi
(1988) Gözlerinin hapsindeyim
(1990)
Bana Bana (en français À moi, à moi) est la chanson représentant la Turquie au Concours Eurovision de la chanson 1989. Elle est interprétée par le groupe Pan.

## Eurovision
La chanson est présentée au public lors d'un concours de sélection à la télévision le 11 mars 1989 dans les studios d'Ari TV à Ankara, animée par Bülent Özveren et Güler Kazmaci. Seize chansons sont en compétition et le gagnant est déterminé par les votes de huit jurys régionaux. Bana Bana est première avec 71 points.
Hazan Selçuk, l'un des deux chanteurs de Pan (l'autre étant Arzu Ece) est la fille de Timur Selçuk, qui est le compositeur et parolier de la chanson et le chef d'orchestre.
Alors que le tempo original de la chanson est assez lent lorsqu'elle fut arrangée pour la première fois, il est augmenté à la demande de Hazal Selçuk entre-temps.
La chanson est la cinquième de la soirée, suivant Blijf zoals je bent interprétée par Justine Pelmelay pour les Pays-Bas et précédant Door de wind interprétée par Ingeborg pour la Belgique.
Pendant la prestation, l'orchestre mené par Timur Selçuk va plus vite que le groupe qui est resté au tempo original, ce qui donne un décalage.
À la fin des votes, elle obtient 5 points et finit à la 21e et avant-dernière place sur vingt-deux participants.
La chanson fait ensuite l'objet d'un remix dance en Suède.

### Points attribués à la Turquie
| 12 points | 10 points     | 8 points | 7 points | 6 points  |
| --------- | ------------- | -------- | -------- | --------- |
|           |               |          |          |           |
| 5 points  | 4 points      | 3 points | 2 points | 1 point   |
|           | - Yougoslavie |          |          | - Espagne |